# Matrimonio igualitario en Chipre
El matrimonio igualitario en Chipre no está reconocido, sin embargo, desde el 9 de diciembre de 2015 el Parlamento chipriota aprobó la legislación para establecer uniones civiles presentada el 26 de noviembre de 2015 y entró en vigor tras su publicación en el boletín gubernamental.

## Unión civil

### Antecedentes
En 2010, el secretario permanente del Ministerio del Interior, Lazaros Savvides, indicó que el gobierno chipriota estaba considerando la posibilidad de legalizar el matrimonio entre personas del mismo sexo en Chipre. A esto le siguió en 2013 el anuncio de la ministra del Interior, Eleni Mavrou, de que su ministerio estaba trabajando en un proyecto de ley parlamentario para establecer uniones civiles. Posteriormente, el Gobierno chipriota dio su aprobación oficial al proyecto de ley. En marzo de ese año, el presidente Níkos Anastasiádis, elegido en las elecciones presidenciales de 2013, reafirmó su apoyo al proyecto de ley. En noviembre de 2013, el ministro del Interior, Socratis Hasikos, confirmó que el proyecto de ley seguía en la agenda del gobierno. Se había preparado un borrador que se envió a otros ministerios para su revisión, con la intención de celebrar una votación parlamentaria en abril de 2014. En junio de 2014, el Secretario Permanente del Ministerio del Interior, Constantinos Nicolaides, confirmó que el proyecto de ley se había retrasado. Hasikos aclaró que un proyecto de ley "necesitaría el consenso de todos los partidos políticos antes de avanzar". Entregó a todos los partidos una copia del proyecto de ley y pidió que lo estudiaran a tiempo para una segunda reunión en septiembre. Hasikos subrayó que "no celebraría una votación hasta que estuviera seguro de que todos los partidos estaban a favor".
En marzo de 2014, el jefe de la Iglesia Ortodoxa de Chipre, el arzobispo Crisóstomo II, manifestó su oposición a los planes de introducir derechos de unión civil o matrimonio, instando a las iglesias a adoptar una postura contra la homosexualidad y acusando a los gobiernos seculares de "debilitar la integridad moral" mediante reconociendo la igualdad de derechos de las personas homosexuales: "Cuando, por ejemplo, los gobiernos legalizan no sólo la unión civil simple sino el 'matrimonio homosexual', la Iglesia debe ser inequívoca al condenar la homosexualidad".

### Aprobación de legislación en 2015
El 6 de mayo de 2015, el Consejo de Ministros aprobó un proyecto de ley que establece "acuerdos de convivencia" neutrales en cuanto al género y que ofrecen muchos de los derechos, beneficios y responsabilidades del matrimonio. El 6 de junio de 2015, el partido gobernante Agrupación Democrática (DISY) anunció su apoyo al proyecto de ley de asociación. El proyecto de ley tuvo su primera lectura el 18 de junio. El 1 de julio, la Cámara de Representantes decidió cambiar el nombre del plan de reconocimiento de parejas propuesto a "cohabitación civil". La segunda lectura estaba inicialmente prevista para el 9 de julio, pero se pospuso hasta el otoño. El proyecto de ley pasó su lectura final el 26 de noviembre de 2015 con una votación de 39 a 12 y 3 abstenciones. Los votantes a favor fueron miembros del partido gobernante DISY, el Partido Demócrata (DIKO), el Partido Progresista del Pueblo Obrero (AKEL), el Movimiento por la Socialdemocracia, el Movimiento Ecológico y Ambiental y el Partido Europeo. De los 12 parlamentarios que votaron en contra del proyecto de ley, 6 eran miembros de DISY, 3 eran miembros de DIKO, 1 era miembro de Alianza de Ciudadanos, 1 era miembro de AKEL y 1 era independiente. Los tres legisladores que se abstuvieron eran todos miembros de DISY. La ley fue firmada por el presidente Anastasiádis, publicada en el boletín oficial el 9 de diciembre de 2015 y entró en vigor ese mismo día. La primera unión civil se registró el 29 de enero de 2016 entre dos mujeres. La primera ceremonia pública se celebró en Nicosia el 4 de marzo de 2016 entre Marios Frixou y Fanos Eleftheriades.
La legislación estableció un esquema de asociación conocido como «cohabitación civil» (en griego: πολιτική συμβίωση, politikí symvíosi, pronunciado [politiˈci simˈvi.osi]; en turco: sivil birliktelik, pronunciado [siˈvil biɾlicteˈlic]) abierto tanto a parejas del mismo sexo como a parejas del sexo opuesto. Esto proporciona a las parejas civiles varios de los derechos y beneficios legales del matrimonio, como derechos de visita al hospital, beneficios fiscales y derechos de propiedad, entre otros, pero excluye los derechos de adopción.

### Estadísticas
Hasta el 18 de abril de 2016, se habían unido civilmente en Chipre ocho parejas del mismo sexo. En octubre del mismo año, ese número había aumentado a aproximadamente 70 parejas.
Las uniones civiles también son populares entre parejas de diferentes sexos. En agosto de 2017, las parejas heterosexuales representaban aproximadamente el 70% de todas las parejas, mientras que las parejas del mismo sexo constituían el 30% restante. Hasta diciembre de 2020, se habían registrado alrededor de 1700 uniones, de las cuales el 90% eran parejas heterosexuales.

## Matrimonio igualitario
El matrimonio igualitario no es legal en Chipre. La Constitución de Chipre no prohíbe explícitamente los matrimonios entre personas del mismo sexo. El artículo 22 establece que "[t]oda persona que llegue a la edad núbil es libre de casarse y fundar una familia de acuerdo con la ley relativa al matrimonio que le sea aplicable conforme a las disposiciones de esta Constitución". En septiembre de 2022, activistas hicieron campaña por la legalización en el Orgullo de Chipre. Varios candidatos que se presentaron a las elecciones presidenciales de 2023 expresaron su apoyo al matrimonio entre personas del mismo sexo, incluido el ganador, Níkos Christodoulídis, y el segundo, Andreas Mavroyiannis.
Tras la legalización del matrimonio entre personas del mismo sexo en Grecia en febrero de 2024, un portavoz del gobierno afirmó que "los políticos y la sociedad no están preparados para el matrimonio homosexual y la adopción" en Chipre, pero que "en algún momento este diálogo se abrirá en Chipre".

## Opinión pública
El Eurobarómetro de 2006 encontró que sólo el 14% de los chipriotas estaban a favor del matrimonio entre personas del mismo sexo. Esta era la tercera más baja de la Unión Europea en ese momento; sólo en Letonia y Rumania el apoyo fue menor. El Eurobarómetro de 2015 encontró que el apoyo había aumentado al 37%, mientras que el 56% se oponía.
Una encuesta de 2014 encontró que el 53,3% de los chipriotas apoyaban las uniones civiles o las uniones de parejas del mismo sexo.
El Eurobarómetro de 2019 encontró que el 36% de los chipriotas pensaba que el matrimonio entre personas del mismo sexo debería permitirse en toda Europa, mientras que el 60% se oponía. El Eurobarómetro de 2023 mostró que el apoyo había aumentado al 50%, mientras que el 44% se oponía. La encuesta también encontró que el 46% de los chipriotas pensaba que "no hay nada malo en una relación sexual entre dos personas del mismo sexo", mientras que el 50% no estaba de acuerdo. Esta fue la primera vez que una encuesta de opinión encontró que una mayoría de chipriotas apoyaba el matrimonio entre personas del mismo sexo, lo que muestra un aumento constante en el apoyo a los derechos LGBT.